# 이치카와 야스오

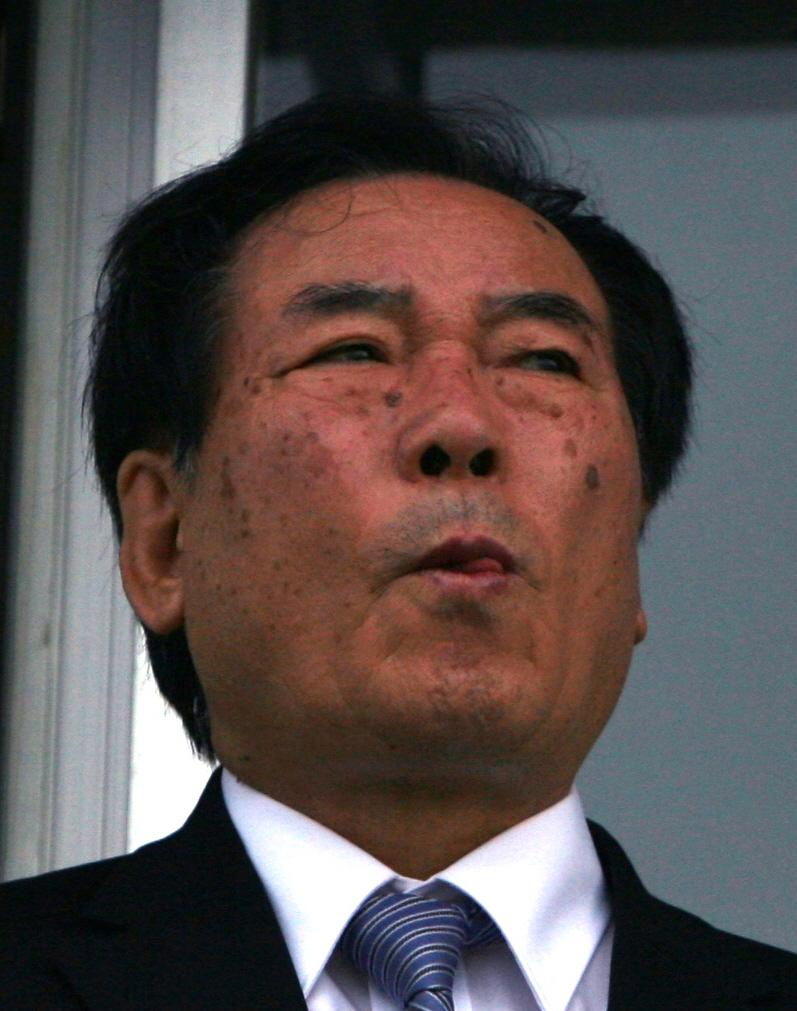
이치카와 야스오

이치카와 야스오(一川保夫, 1942년 2월 6일 ~ )는 일본의 정치인이다. 민주당 소속 참의원으로, 민주당 참의원 간사장을 맡고 있다. 이시카와현 의회 의원, 중의원 의원, 참의원 재해대책특별위원장, 민주당 참의원 정책심의회장, 방위대신(노다 내각 시절)을 지냈다.